# カミング・アウト (映画)
『カミング・アウト』（Common Ground）は、 2000年にアメリカ合衆国のShowtimeにより製作されたテレビ映画。
WOWOW放映時のタイトルは『カミング・アウト 3つの愛』。

## キャスト
- ドロシー・ネルソン：ブリタニー・マーフィ
- ジョニー（若い時）：エリック・ナドセン
- ビリー：ジェイソン・プリーストリー
- ミセス・ネルソン：マーゴット・キダー
- ジョニー：エリック・ストルツ
- ジャネット：ヘレン・シェイヴァー
- トバイアス：ジョナサン・テイラー・トーマス
- レオン：ボー・ブリッジス
- イラ：エドワード・アズナー
- ドン：ハーヴェイ・ファイアスタイン
- マクファーソン：ミミ・ロジャース